# Wilhelmina Drupsteen
Wilhelmina "Willie" Cornelia Drupsteen (Amsterdã, 10 de outubro de 1880 – Vila de Oosterbeek, 2 de abril de 1966) foi uma designer gráfica, ilustradora, pintora, professora de desenho, litógrafa, gravadora e designer de encadernação neerlandesa, conhecida por seu trabalho gráfico e em ilustrações literárias.
Tornou-se conhecida por seu trabalho gráfico para o movimento feminista e por dois livros ilustrados em estilo Art Nouveau. Seu trabalho livre é principalmente de tema naturalista e consiste principalmente em naturezas mortas, retratos, pinturas de gênero e paisagens.

## Biografia
Drupsteen nasceu em Amsterdã, em 1880. Era filha de Derk Drupsteen, um caixeiro viajante, e de Sophia Agatha Maria de Ligt. Sua mãe foi empregada doméstica até o casamento. Estudou na Rijksnormaalschool voor Teekenonderwijsers (Escola Nacional para Professores de Desenho). De lá, estudou na Rijksschool voor Kunstnijverheid (Escola Nacional de Artes e Ofícios), seguindo para a Rijksakademie van beeldende kunsten (Academia Estadual de Belas Artes). Alguns de seus professores ilustres foram Karel de Bazel, Nicolaas van der Waay e Mathieu Lauweriks.
Em 1902, tornou-se professora na Dagteeken- en Kunstambachtsschool voor Meisjes (Escola Diurna de Desenho e Artesanato para Meninas), onde trabalhou até 1908. Drupsteen trabalhou como ilustradora para o movimento de mulheres holandesas e várias organizações sociais. Também criou ilustrações para a revista Maandblad der Vereeniging voor Verbetering van Vrouwenkleeding.
Em 1905, tornou-se a primeira mulher ilustradora a se tornar membro da Nederlandsche Vereeniging voor Ambachts- en Nijverheidskunst (Associação de Artesanato e arte) (VANK). Em 1908, ganhou o concurso de Willink van Collen da Arti et Amicitiae, uma sociedade holandesa de artistas fundada em 1839.
Em 1913, Drupsteen criou o pôster oficial da exposição De Vrouw 1813-1913, realizada em 1913 em Amsterdã, comemorando o 100º aniversário da libertação da Holanda dos ocupantes franceses em 1813.

## Últimos anos e morte
Sofrendo de problemas físicos e financeiros, Drupsteen mudou-se de Amsterdã para Gelderland, acabando por se estabelecer em Oosterbeek. Em 1955, ela não conseguia mais trabalhar devido a problemas de visão. Drupsteen morreu em 2 de abril de 1966, em Oosterbeek, aos 85 anos.